# پاگلاند (کارولینای جنوبی)
پاگلاند(به انگلیسی: Pageland) شهری در ایالت کارولینای جنوبی کشور ایالات متحده آمریکا است که جمعیت آن در سرشماری سال ۲۰۱۰ میلادی، ۲٬۷۶۰ نفر بوده‌است.